# Фенн, Джон Беннетт
Джон Беннетт Фенн (англ. John Bennett Fenn, 15 июня 1917, Нью-Йорк, США — 10 декабря 2010, Ричмонд, Виргиния, США) — американский химик-аналитик, профессор, лауреат Нобелевской премии по химии 2002 года за разработку масс-спектрометрического метода исследования биологических макромолекул, в частности метода электроспрей. Фенн начал работать над тематикой, за которую получил Нобелевскую премию, когда ему было уже 70 лет. Использование электроспрея в исследовании биологических молекул получило широкое применение, например, для испытаний сложных фармакологических соединений.
Член Национальной академии наук США (2003).

## Биография и карьера
Джон Фенн родился 15 июня 1917 года в Нью-Йорке. Подростком он вместе с родителями переехал в городок Берия в Кентукки, где закончил Берия-колледж. В 1940 году он сделал диссертацию в Йельском университете, а затем 3 года проработал в Принстонском университете. С 1962 года работал в Йельском университете до 1987 года, когда должен был бы уйти на пенсию. Фенн, однако, воспротивился возрастной дискриминации и остался в университете, переехав в ме́ньшую лабораторию. Именно в это время он начал работать над проектом, за который в 2002 году получил Нобелевскую премию по химии. На момент присуждения премии он стал самым пожилым лауреатом в данной номинации, каковым оставался до 2019 года.
Джон Фенн скончался 10 декабря 2010 года в штате Виргиния в возрасте 93 лет.